# Herz-Jesu-Kirche (Bettrath)

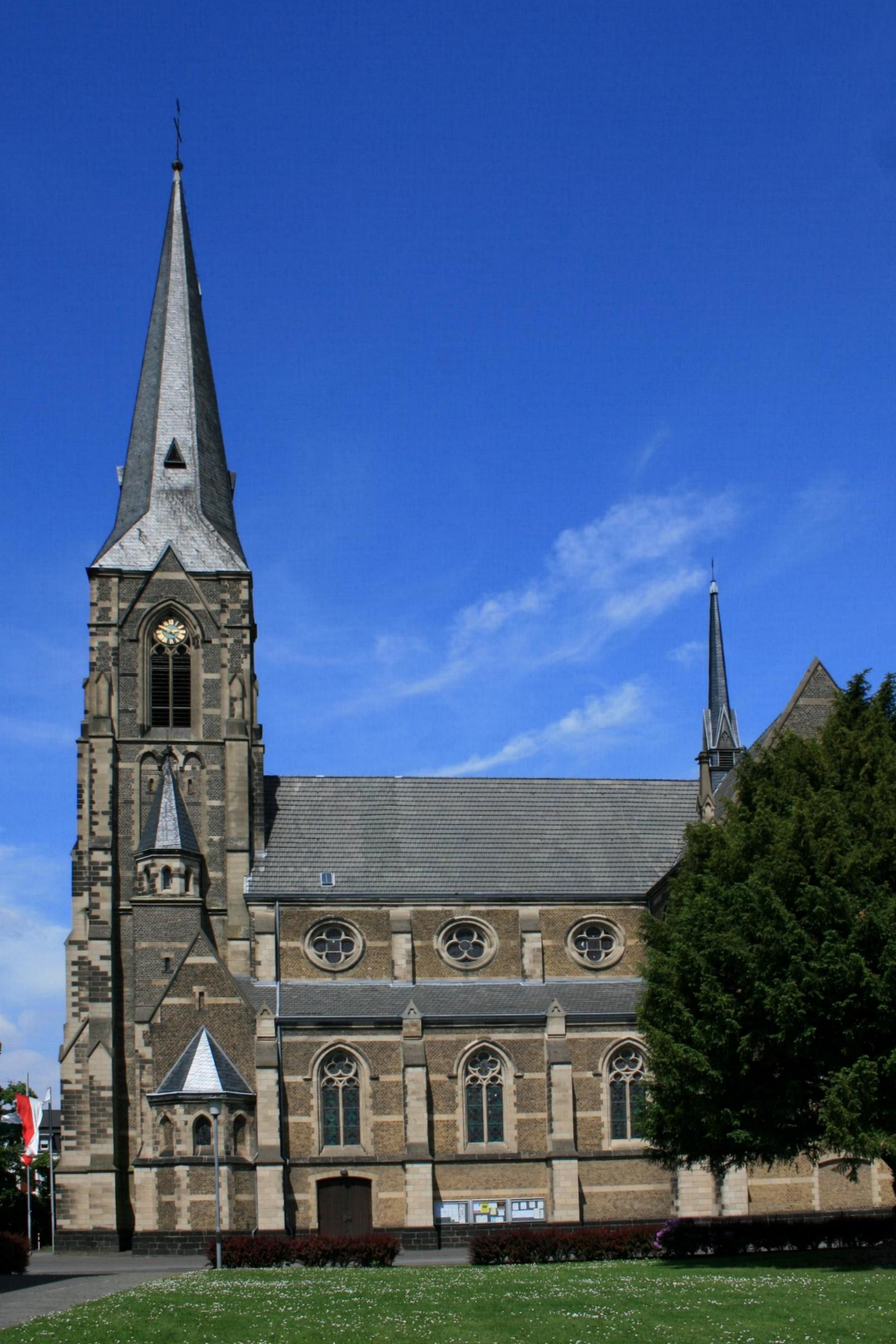
Kirche (2010)

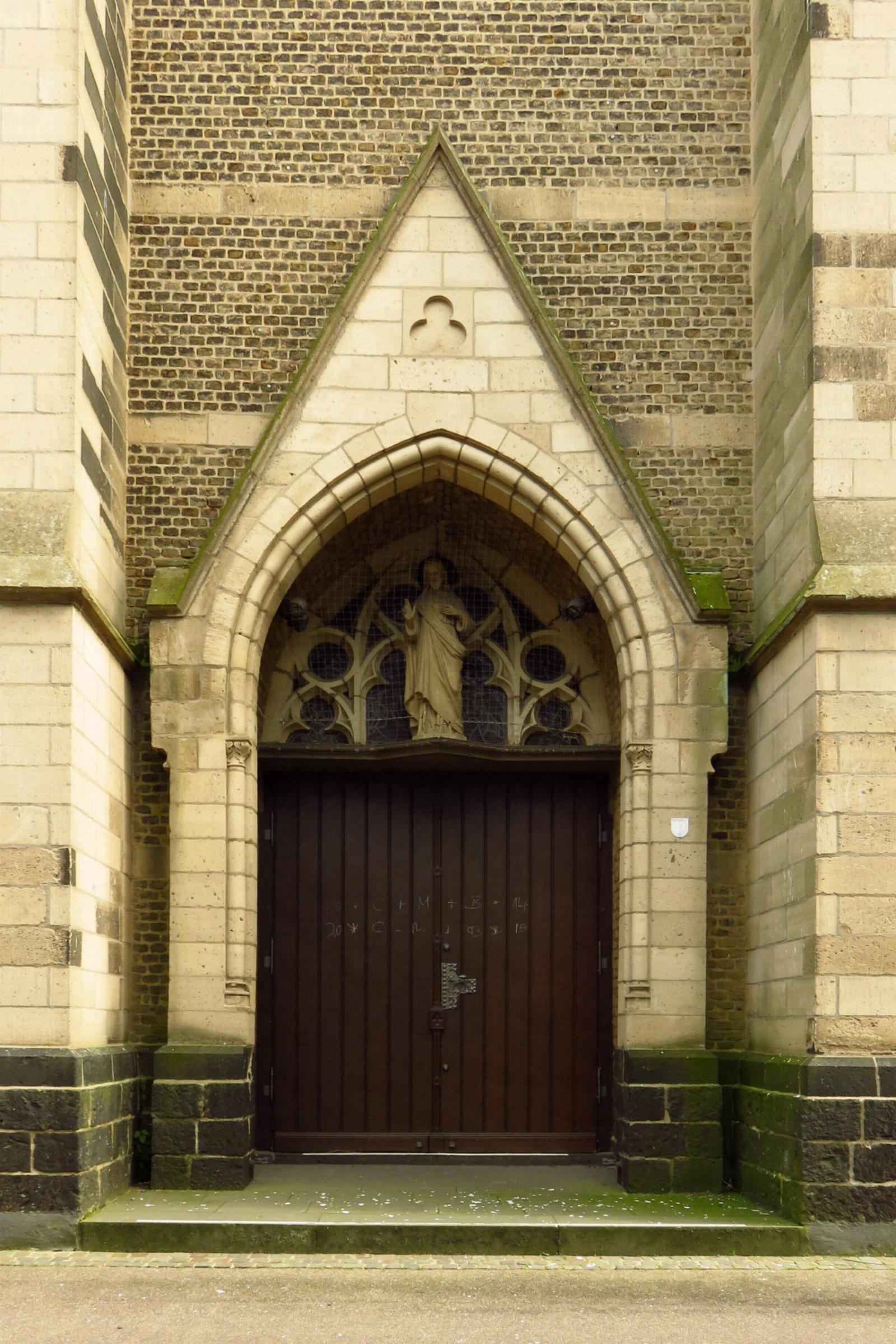
Eingang am Turm auf der Westseite (2015)

Die römisch-katholische Herz-Jesu-Kirche steht im Ortsteil Bettrath-Hoven in Mönchengladbach (Nordrhein-Westfalen), Hansastraße 63. Sie wurde unter Nr. H 064 am 8. August 1990 in die Denkmalliste der Stadt Mönchengladbach eingetragen.
Die Kirche war zunächst Pfarrkirche der Pfarrei Herz Jesu Bettrath, die ab 2004 mit den Pfarreien St. Mariä Himmelfahrt in Neuwerk und St. Pius X. in Uedding eine Gemeinschaft der Gemeinden bildete; zum 1. Januar 2013 fusionierten die Gemeinden zur Pfarrei Maria von den Aposteln.

## Architektur
Die 1890 mit dem Patrozinium des heiligsten Herzens Jesu errichtete Kirche ist eine dreischiffige neogotische Gewölbebasilika mit Querhaus, 5/8-Chorschluss, dreijochigem Langhaus, Kreuzrippengewölbe und Westturm.

## Ausstattung

### Wandmalerei und Bildfenster
Der Raumeindruck wird wesentlich von den bauzeitlichen Wandmalereien und Bildfenstern bestimmt, die ab 1896 die Glasmalerei Oidtmann aus Linnich schuf und die von Gemeindemitgliedern gestiftet wurden. Die Fenster zeigen im Nazarenerstil Szenen aus dem Leben Jesu – Geburt Jesu, Verrat und Gefangennahme Jesu, Kreuzigung, Himmelfahrt – sowie die Vermählung Mariens und den Tod des heiligen Josef.

### Orgel
Die Orgel wurde 1974 von der Orgelbaufirma Gebr. Oberlinger aus Windesheim gebaut. Das Schleifladen-Instrument verfügt über 30 Register verteilt auf zwei Manualwerke und Pedal. Die Spieltraktur ist mechanisch, die Registertraktur ist elektrisch. Das Gehäuse wurde von Wolfgang Oberlinger und Franz Reidt entworfen, die Disposition (aufgestellt von Viktor Scholz und Orgelbau Oberlinger) lautet (II/30):
| I Hauptwerk C–g3 |               |       |
| 1.               | Gedacktpommer | 16′   |
| 2.               | Principal     | 8′    |
| 3.               | Copula        | 8′    |
| 4.               | Octave        | 4′    |
| 5.               | Gedacktflöte  | 4′    |
| 6.               | Superoctave   | 2′    |
| 7.               | Cornettino IV |       |
| 8.               | Mixtur V      | 1 ⁄3′ |
| 9.               | Terzcymbel IV | 1⁄4′  |
| 10.              | Trompete      | 8′    |
|                  | Tremulant     |       |

| II Schwellwerk C–g3 |             |        |
| 11.                 | Rohrflöte   | 8′     |
| 12.                 | Salicional  | 8′     |
| 13.                 | Principal   | 4′     |
| 14.                 | Koppelflöte | 4′     |
| 15.                 | Quinte      | 2 ⁄3′  |
| 16.                 | Waldflöte   | 2′     |
| 17.                 | Terzflöte   | 1 3⁄5′ |
| 18.                 | Octave      | 1′     |
| 19.                 | Scharff V   | 1′     |
| 20.                 | Holzdulcian | 16′    |
| 21.                 | Oboe        | 8′     |
|                     | Tremulant   |        |

| Pedal C–f1 |               |     |
| 22.        | Principalbaß  | 16′ |
| 23.        | Subbaß        | 16′ |
| 24.        | Octavbaß      | 8′  |
| 25.        | Gedacktbaß    | 8′  |
| 26.        | Gemshorn      | 4′  |
| 27.        | Quintatön     | 2′  |
| 28.        | Rauschwerk VI | 2′  |
| 29.        | Posaune       | 16′ |
| 30.        | Schalmey      | 4′  |

- Koppeln: II/I, I/P, II/P
- Spielhilfe: 5 Setzerkombinationen, 2 fr. Kombinationen, 1 fr. Pedalkombination, Tremulanten am Spieltisch einstellbar

## Glocken
Für die neuerrichtete Herz-Jesu-Kirche lieferte im Jahr 1892 die renommierte Glockengießerei Otto aus Hemelingen/Bremen ein dreistimmiges Bronzeglockengeläute mit der Schlagtonreihe: c′ – d′ – f′. Den Glockenbeschlagnahmen der beiden Weltkriege fiel die große c′-Glocke zum Opfer. Die beiden kleineren Glocken existieren heute. Das Dreiergeläut wurde 1985 durch die Ergänzung einer neuen c′-Glocke durch die Gießer Petit & Gebr. Edelbrock, Geschirr vervollständigt.